# Versicherungsprämie
Die Versicherungsprämie (oder Versicherungsbeitrag; englisch insurance premium, französisch prime d'assurance) ist die Gegenleistung des Versicherungsnehmers für den in einem Versicherungsvertrag vom Versicherer gewährten Versicherungsschutz.
Vielfach wird in der Privatversicherung der Begriff „Beitrag“ synonym zur Prämie verwendet, wobei der Beitragsbegriff häufig in der Rechnungslegung vorkommt. Beide Begriffe haben sich als Terminus Technicus eingebürgert, selbst wenn die gleichen Sachverhalte gemeint sind; beim Versicherungsverein auf Gegenseitigkeit ist der Beitrag sowohl der Preis für den Versicherungsschutz als auch der Mitgliedsbeitrag. Als Rechtsbegriff ist in Gesetzen dagegen ausschließlich von „Prämie“ die Rede.
Die Versicherungsprämie ist der Preis, den ein Versicherungsnehmer für den Versicherungsschutz gemäß Versicherungsvertrag an den Versicherer zu entrichten hat. Versicherungsschutz ist die Übernahme bestimmter Risiken (Risikotransfer) durch den Versicherer.

## Rechtsfragen
Im Versicherungsvertragsgesetz (VVG) wird die Versicherungsprämie schlicht als „Prämie“ bezeichnet. Danach ist gemäß § 1 Satz 2 VVG der Versicherungsnehmer verpflichtet, an den Versicherer die vereinbarte Zahlung (Prämie) zu leisten. Die Zahlung der Versicherungsprämie ist von großer Bedeutung. Wird nämlich die einmalige oder die erste Prämie nicht rechtzeitig gezahlt, ist der Versicherer, solange die Zahlung nicht bewirkt ist, gemäß § 37 Abs. 1 VVG zum Rücktritt vom Vertrag berechtigt, es sei denn, der Versicherungsnehmer hat die Nichtzahlung nicht zu vertreten. Tritt der Versicherungsfall ein und der Versicherungsnehmer ist mit der Zahlung der Prämie in Verzug, ist der Versicherer gemäß § 38 Abs. 2 VVG nicht zur Leistung verpflichtet. Der Versicherungsschutz wird mithin versagt, wenn die Prämie rückständig ist. Hierdurch können sich neben dem Verlust des Versicherungsschutzes weitere Folgen ergeben, zum Beispiel bei Pflichtversicherungen wie der Kfz-Haftpflichtversicherung eine Zwangsstilllegung des Fahrzeugs (siehe Straßenverkehrszulassungsordnung).
In der Lebensversicherung kann der Versicherungsnehmer gemäß § 165 Abs. 1 VVG jederzeit für den Schluss der laufenden Versicherungsperiode die Umwandlung der Versicherung in eine prämienfreie Versicherung verlangen, sofern die dafür vereinbarte Mindestversicherungsleistung erreicht wird. Damit reduzieren sich allerdings die im Versicherungsvertrag im Fall der unveränderten Beitragszahlung vorgesehenen Versicherungsleistungen auf die prämienfreien Versicherungsleistungen, wie sie im Vertrag für den Fall einer Beitragsfreistellung für jeden Zeitpunkt vereinbart sind.
Auch der Beginn des Versicherungsschutzes kann gemäß § 51 Abs. 1 VVG von der Zahlung der Prämie abhängig gemacht werden, sofern der Versicherer den Versicherungsnehmer durch gesonderte Mitteilung in Textform oder durch einen auffälligen Hinweis im Versicherungsschein auf diese Voraussetzung aufmerksam gemacht hat.
Bei periodisch zu zahlenden Beiträgen kommt dem Erst- oder Einlösungsbeitrag im Versicherungsrecht der meisten Staaten besondere Bedeutung zu, da erst mit dessen Zahlung der Versicherungsschutz beginnen kann (materieller Versicherungsbeginn).
Die aufgeführten Rechtsfolgen gelten nicht für Rückversicherungen und Seeversicherungen.

## Kalkulation
Die Prämienkalkulation ist die systematische Ermittlung und Kalkulation von Prämien und stellt eine Kombination von versicherungsmathematischen Berechnungen und betriebswirtschaftlichen Überlegungen dar. Deshalb ist die Kalkulation der Versicherungsprämie ein Erkenntnisobjekt der Versicherungsmathematik und der Versicherungsbetriebslehre. Kern ist die Erfassung des Versicherungsrisikos, das mit der Risikoprämie als wichtigster Rechnungsgrundlage berücksichtigt wird.
Zum Schutz der Versicherten ist die Kalkulation stark reglementiert und insbesondere im Versicherungsaufsichtsgesetz (VAG), dem Versicherungsvertragsgesetz (VVG) und der Krankenversicherungsaufsichtsverordnung (KVAV) näher geregelt.
Die Risikoprämie ist versicherungstechnisch ein kalkulatorischer Bestandteil der Gesamtprämie (Bruttoprämie), der für die reine Risikoübernahme festgesetzt wird:
```
   Netto-Risikoprämie
   + 
Sicherheitszuschlag

   = 
Risikoprämie

   + 
Betriebskostenzuschlag

   - Abschlag für 
Kapitalerträge
 aus Kapitalanlagen
   + 
Gewinnzuschlag

   + 
Versicherungsteuer

   = Bruttoprämie
```

Die Risikoprämie besteht aus der Netto-Risikoprämie als Erwartungswert der Schadenaufwendungen, die Brutto-Risikoprämie enthält den Sicherheitszuschlag, der unerwartet hohe Schäden abfangen soll.
Die Netto-Risikoprämie {\displaystyle NRP} ergibt sich aus der Zahl der Versicherungsfälle {\displaystyle T}, multipliziert mit der Leistung pro Versicherungsfall {\displaystyle D} und dividiert durch die Zahl der Versicherungen {\displaystyle N}:
{\displaystyle NRP={\frac {{\text{T}}\cdot {\text{D}}}{\text{N}}}}.
Die Schadenshäufigkeit ergibt sich hierbei durch
{\displaystyle {\frac {\text{T}}{\text{N}}}},
sie wird in der Lebensversicherung Sterbewahrscheinlichkeit oder in der Feuerversicherung Schadenausbruchwahrscheinlichkeit genannt.
Brutto- und Nettobeitrag
Die Begriffe Bruttobeitrag und Nettobeitrag bezeichnen je nach Kontext Unterschiedliches:
- In der Rechnungslegung sind die Bruttobeiträge die vertraglichen Beiträge des Versicherungsnehmers. Die Nettobeiträge sind der Anteil, die dem Versicherer nach Abzug der Rückversicherungsbeiträge verbleiben.
- In der internen Kalkulation der Lebens- und Krankenversicherung wird der Teil des vertraglichen Beitrags als Nettobeitrag bezeichnet, der nach Abzug aller kalkulatorischen Kostenzuschläge verbleibt. Es handelt sich also um den Teil des vertraglichen Beitrags, der kalkulatorisch ausschließlich für die Deckung der Versicherungsleistungen vorgesehen ist. Der Teil des Beitrags einschließlich aller klassischen beitrags- oder summenproportionalen kalkulatorischen Kostenzuschläge wird als Bruttobeitrag bezeichnet. Dieser unterscheidet sich von dem vertraglichen Beitrag damit noch um einen pro Vertrag in fester Höhe eingerechneten Stückkostenzuschlag und gegebenenfalls einen für kurze Perioden eingerechneten Ratenzuschlag. Der in der internen Kalkulation des Versicherers verwendete Netto- oder Bruttobeitrag sind nur traditionelle Begriffe im Rahmen der technischen Vorgehensweise und haben keine rechtliche oder wirtschaftliche Bedeutung für die Vertragsabwicklung.

Aus Kunden- bzw. Vertriebssicht werden bei Verträgen mit Beitragsverrechnung der Überschussanteile die vertraglichen Beiträge als Bruttobeiträge bezeichnet. Als Nettobeitrag bezeichnet man in diesem Kontext den Zahlbetrag des Versicherungsnehmers nach Anrechnung des Überschussanteils.
Zwecks Berechnung der Risikoprämie ist zu ermitteln, wie häufig und in welchem Umfang das zu versichernde Ereignis wahrscheinlich eintreten wird. Sie muss so hoch sein, dass sie die voraussichtlich zu erwartenden Schadensleistungen für Versicherungsfälle deckt. Das Prämienrisiko ist dabei das Risiko, dass sich die tatsächlichen Schäden aus dem Versicherungsgeschäft des aktuellen Geschäftsjahres im Vergleich zu den erwarteten Schadenquoten schlechter entwickeln. Es unterteilt sich in Naturkatastrophenrisiko, Terrorismusrisiko und Nichtkatastrophenrisiko einschließlich der von Menschen verursachten Katastrophen.
Solange eine ausreichend hohe Prämie erzielt werden kann, werden Risiken auch versichert. Mathematisch ausgedrückt, muss der Prämiensatz {\displaystyle \pi } höher sein als die Schadenswahrscheinlichkeit {\displaystyle p} und der Sicherheits- und Betriebskostenzuschlag {\displaystyle \beta }:
{\displaystyle \pi >p+\beta }.
Die Grenzen der Versicherbarkeit können mithin nicht nur durch versicherungsmathematische Kriterien bestimmt werden, sondern auch durch ökonomische.

## Rechnungslegung
Die „gebuchten Bruttobeiträge“ sind gemäß § 36 Abs. 1 RechVersV insbesondere die im Geschäftsjahr fällig gewordenen Beiträge, auch wenn sie sich ganz oder teilweise auf ein späteres Geschäftsjahr beziehen, zuzüglich der tarifmäßigen Nebengebühren der Versicherungsnehmer, auch wenn sie ganz oder teilweise dem Versicherungsvermittler überlassen werden oder unter anderem Beiträge, die erst nach dem Abschlussstichtag berechnet werden können.

## Wirtschaftliche Aspekte
Die Versicherungsprämie ist betriebswirtschaftlich das Entgelt für den Risikotransfer eines bestimmten versicherbaren Risikos auf den Versicherer. Das gesamte Versicherungsgeschäft kann als Risikotransfer zwischen Versicherer und Versicherungsnehmer gegen Prämienzahlung (Risikotransferkonzept) verstanden werden. Dabei müssen vor allem die Prämien in einem sinnvollen Verhältnis zum Nutzen stehen. Ist ein Wirtschaftssubjekt von einem versicherbaren potenziellen Risiko betroffen, kommt es auf dessen Risikoeinstellung an, ob und inwieweit es hierfür Versicherungsschutz in Anspruch nimmt:
- Ein risikofreudiges Wirtschaftssubjekt wird lediglich bereit sein, eine Versicherungsprämie {\displaystyle V} zu zahlen, die unter dem Erwartungswert {\displaystyle E_{w}} des Schadens liegt: {\displaystyle V<E_{w}}.
- Ein risikoaverses Wirtschaftssubjekt ist bereit, auch eine über dem Erwartungswert liegende Prämie zu zahlen: {\displaystyle V>E_{w}}.
- Ein risikoneutrales Wirtschaftssubjekt wird eine Versicherungsprämie aufzuwenden bereit sein, die genau dem Erwartungswert des Risikos entspricht: {\displaystyle V=E_{w}}.

Der Erwartungswert des Schadens ({\displaystyle E_{w}\cdot Eintrittswahrscheinlichkeit}) ist der Entscheidungsparameter für das Wirtschaftssubjekt.
Die Entscheidung, ob jemand ein versicherbares Risiko auch tatsächlich versichert, hängt neben der Risikoeinstellung auch davon ab, dass er überhaupt eine Entscheidungsalternative besitzt. Einen Kontrahierungszwang gibt es nämlich bei Pflichtversicherung und Zwangsversicherung. Die Pflichtversicherung ist der durch Gesetz ausgeübte Zwang zum Abschluss eines privatrechtlichen Versicherungsvertrages (etwa Kfz-Haftpflichtversicherung), während eine Zwangsversicherung den gesetzlichen Zwang zum Abschluss eines öffentlich-rechtlichen Versicherungsverhältnisses (etwa Arbeitslosenversicherung) darstellt. Bei beiden Versicherungsarten hat das betroffene Wirtschaftssubjekt keine Entscheidungsalternative.
Aus markttheoretischer Perspektive ist der Versicherungsmarkt ein ökonomischer Markt, auf dem die Nachfrage nach Versicherungsschutz auf das entsprechende Angebot gegen Zahlung des Marktpreises (Versicherungsprämie) trifft. Versicherungsprämien sind für den Versicherungsnehmer Kosten (genauer: Fixkosten), für den Versicherer die wichtigste Einnahmequelle („Prämieneinnahmen“) als versicherungstechnischer Ertragsposten in der Gewinn- und Verlustrechnung. Der Versicherungsmarkt unterscheidet sich von anderen Märkten wie etwa dem Gütermarkt dadurch, dass sich weite Kreise der Bevölkerung ihres Bedarfs nach Versicherungsschutz nicht bewusst sind, weil ihnen eine Vorstellung über die bestehende Risikosituation fehlt. Zudem hängt es auch von der Risikoeinstellung eines Risikoträgers ab, ob er ein vorhandenes Risiko durch Versicherungsschutz abdecken will oder nicht. Deckt er es ab, wird er zum Nachfrager, deckt er es nicht ab, liegt entweder Selbstversicherung oder Nichtversicherung vor.
Durch laufende Prämienzahlung aller Versicherungsnehmer soll gewährleistet werden, dass im Versicherungsfall die zum Schadensausgleich notwendige Schadenssumme vorhanden ist. Die Prämienzahlung kann entweder periodisch wiederkehrend (Monatsprämie, Quartalsprämie oder Jahresprämie) oder als Einmalzahlung geleistet werden.

## International
In der Schweiz ist gemäß Art. 18 VVG-CH der Versicherungsnehmer zur Bezahlung der Prämie verpflichtet. Die Prämie muss bei Verzug gemahnt werden; besteht der Rückstand nach 2 Monaten immer noch, kann der Versicherer zurücktreten (Art. 21 VVG-CH).
In Österreich hat der Versicherungsnehmer nach § 1 Abs. 2 VersVG-A die vereinbarte Prämie zu entrichten, wobei auch die beim Versicherungsverein auf Gegenseitigkeit entrichteten Beiträge als Prämie gelten.